# Rachianesthésie

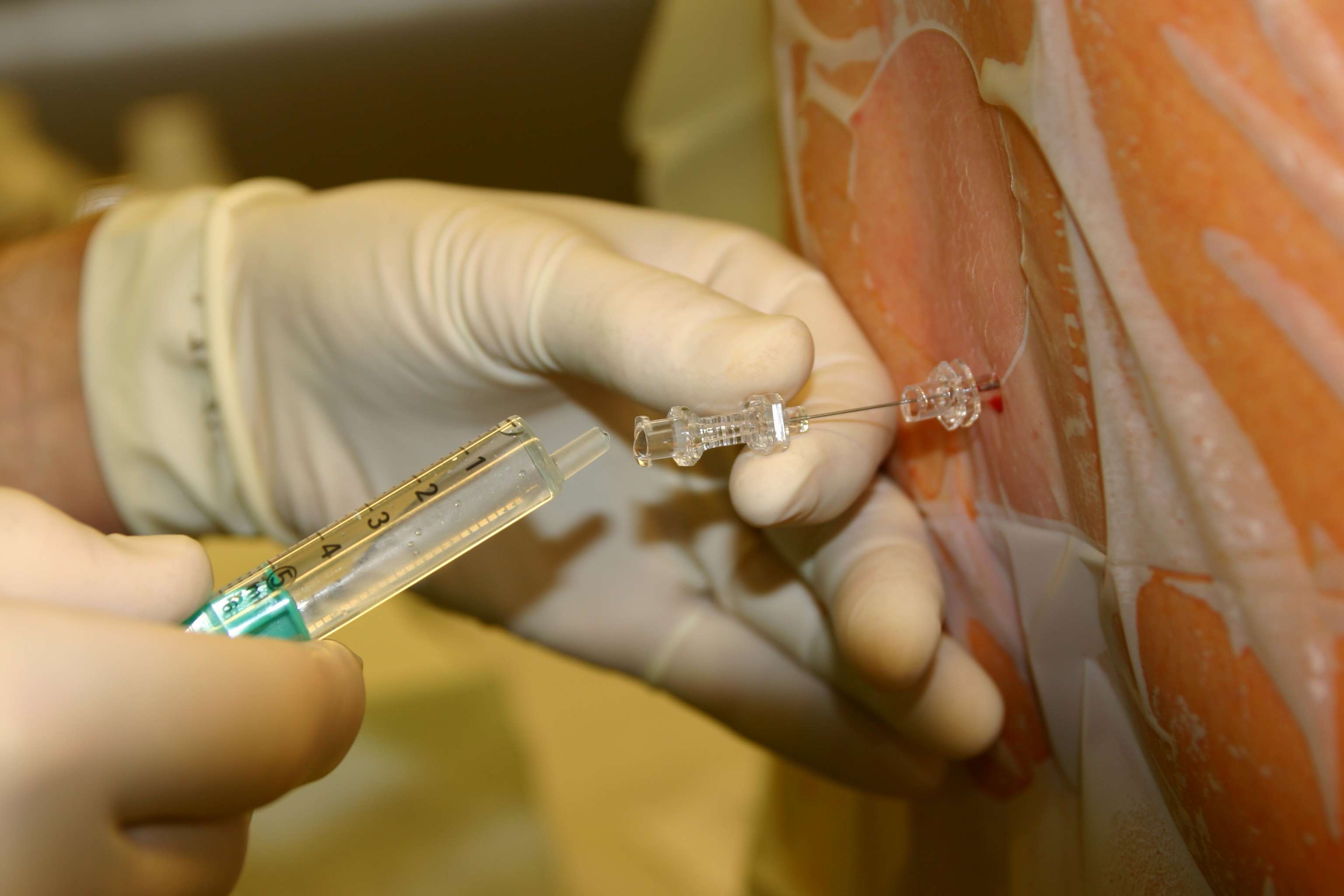
Anesthésie spinale

La rachianesthésie (de rachis et anesthésie) ou anesthésie spinale est une technique d'anesthésie locorégionale périmédullaire consistant à injecter une solution anesthésique dans le liquide cérébrospinal au travers d'un espace intervertébral de la colonne lombaire, au contact des dernières racines nerveuses médullaires. Elle permet une puissante anesthésie des parties du corps situées sous une ligne qui correspond, en fonction de la hauteur l'espace ponctionné[pas clair], du type d'anesthésique local, de la vitesse d'administration, de la position du patient et de la dose d'anesthésique local employé, au niveau du bloc[pas clair]. Contrairement à l'anesthésie péridurale, la rachianesthésie nécessite un franchissement de la dure-mère (injection intrathécale).

## Histoire[1]
James Leonard Corning, un neurologue new-yorkais a décrit en 1885 l'utilisation de la cocaïne pour la rachianesthésie. Corning a d'abord injecté de la cocaïne par voie intrathécale à un chien et en quelques minutes, le chien avait une faiblesse marquée à l'arrière-train.
Augustus Karl Gustav Bier, un chirurgien allemand, a utilisé avec succès de la cocaïne par voie intrathécale en 1898 sur six patients pour une chirurgie des membres inférieurs.
Dudley Tait et Guido Caglieri ont réalisé la première rachianesthésie aux États-Unis à San Francisco en 1899. Rudolph Matas, un chirurgien vasculaire à la Nouvelle-Orléans, a décrit l'utilisation de cocaïne spinale sur des patients et a peut-être été le premier à utiliser de la morphine dans l'espace sous-arachnoïdien. Théodore Tuffier, un chirurgien français à Paris, a étudié la rachianesthésie et en a fait rapport en 1900, et ses démonstrations ont contribué à populariser la rachianesthésie en Europe. Mais en 1947, le cas très médiatisé d'Albert Woolley et Cecile Roe (Royaume-Uni), deux patients devenus paraplégiques en une journée, a poussé les anesthésistes à abandonner temporairement cette technique au profit de l'anesthésie générale.
Ce n'est qu'à la fin des années 1950 qu'elle fut de nouveau employée après la parution de publications sur de larges cohortes montrant la très faible incidence d'évènements indésirables graves.

## Indications[2]
Chez les patients devant être opérés sur la moitié inférieure du corps (schématiquement sous l'ombilic) la rachianesthésie fait partie des techniques de choix, tout particulièrement en cas de souhait par le patient ou l'anesthésiste d'une alternative anesthésie générale.
Elle offre l'avantage de préserver la ventilation spontanée et de permettre au patient de communiquer avec son chirurgien.
Elle est largement utilisée en anesthésie obstétricale pour les césariennes (programmées ou en urgence), révisions utérines, cerclage utérin, fin de travail hyperalgique... Mais aussi en chirurgie urologique, gynécologique, proctologique, vasculaire et en chirurgie orthopédique des membres inférieurs. Elle ne peut être utilisée pour la chirurgie thoracique, mammaire, des membres supérieurs et du cou, car obtenir un tel niveau d'anesthésie bloquerait la plupart des muscles respiratoires accessoires et serait source d'inconfort majeure pour le patient ; en plus du "prix hémodynamique" par blocage de la plupart des ganglions sympathiques.
La chirurgie abdominale sous coelioscopie ne peut être réalisée sous rachianesthésie en raison de l'inconfort majeur que procurerait l'insufflation de dioxyde de carbone dans l'abdomen nécessaire au travail du chirurgien.
En France, elle doit être réalisée par un médecin anesthésiste-réanimateur (MAR) ou un interne en anesthésie-réanimation sous la supervision d'un MAR.

## Réalisation et mode d'action[3]
La rachianesthésie fait appel à une solution anesthésique dont le composant essentiel est un anesthésique local (lévobupivacaïne, bupivacaïne, ropivacaïne, prilocaïne, chloroprocaïne), parfois accompagné d'un adjuvant pour améliorer la qualité, la durée du bloc et réduire la dose d'anesthésique local: sufentanil, fentanyl, clonidine, morphine... La lidocaïne, qui exerce une toxicité locale sur les racines nerveuses, est contre-indiquée par cette voie depuis plusieurs années.
Le patient est surveillé avec les éléments habituels du monitorage per opératoire (cardioscope, saturation pulsée en dioxygène, pression artérielle non invasive), et avec une perfusion veineuse (indispensable pour permettre l'administration de drogues d'urgence).
Une ponction lombaire est réalisée en conditions d'asepsie chirurgicale par le MAR, souvent après une anesthésie locale des tissus sous cutanés, chez un patient assis ou en allongé sur le côté. Le matériel utilisé est une aiguille type "pointe de crayon"(Whitacre) de 25 à 27 Gauge (soit un diamètre plus fin d'une aiguille pour une ponction lombaire de 22G), et ce afin de limiter la survenue d'un syndrome post ponction lombaire.

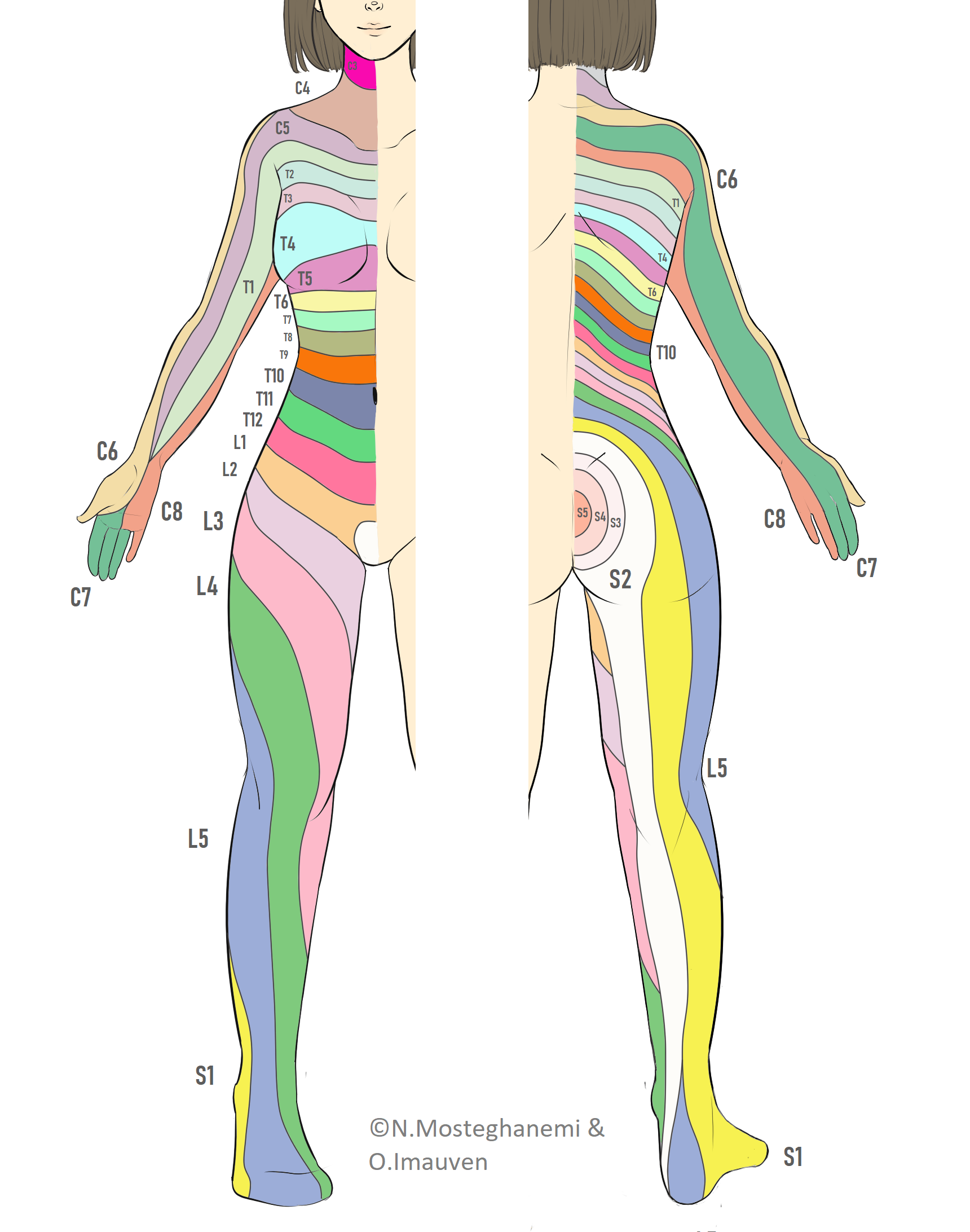
Dermatomes radiculaires humains (femme)

L'injection du mélange anesthésiant entraine dans les 15 minutes une anesthésie de qualité chirurgicale, avec un niveau supérieur délimité à un dermatome. La durée de l'anesthésie va être conditionnée par le choix de l'anesthésique local et sa dose. Si l'intervention se prolonge et que la rachianesthésie cesse de faire effet, l'anesthésiste doit utiliser la perfusion pour réaliser une anesthésie générale.
Lorsqu'un anesthésiste souhaite réaliser une anesthésie prolongée il peut, en plus d'administrer de la bupivacaïne avec un opioïde et de la clonidine, coupler la rachianesthésie à une péridurale, réalisant alors une "rachi-péri".
Fréquemment et sans que l'effet anesthésique ne soit remis en cause il existe une dissociation de la sensibilité : la sensation douloureuse est abolie mais des perceptions tactiles subsistent, ceci est expliqué par le fait que les fibres thermoalgiques non myélinisées (voie extra lemniscale) sont bien plus facilement atteintes par les anesthésiques locaux que les fibres du toucher (voie lemniscale) qui sont myélinisées.
Certains anesthésistes administrent du midazolam, de la kétamine ou d'autres molécules par voie intraveineuse pour participer à l'anxiolyse du patient qui peut être incommodé par les sensations provoquées par la rachianesthésie ou le stress d'être au bloc opératoire.

## Rachi morphine
Certains anesthésistes pratiquent la rachi morphine, c'est-à-dire l'administration chez un adulte de 100 à 400 ug de morphine seule par voie intrathécale avec comme objectif une analgésie post opératoire prolongée (12 à 24h) se substituant à une PCA morphine.

## Effets indésirables
- Hypotension, fréquente, dont les signes annonciateurs sont des nausées et vomissements. La raison est vasoplégie intense qui fait chuter la pression artérielle par baisse des résistances périphériques, nécessitant le plus souvent une expansion volémique et l'administration de vasoconstricteurs (éphédrine, phényléphrine, noradrénaline...). L'hypotension peut être responsable d'authentiques arrêts cardiaques (1/10000)[6]
- Nausées et vomissements ; souvent en lien avec une hypotension
- Sensation d'oppression thoracique par paralysie des muscles respiratoires accessoires ;
- Déficit moteur prolongé ;
- Echec de la rachianesthésie, de l'ordre de 1%[7] (pas de niveau, niveau insuffisant), nécessitant une nouvelle ponction, un report de l'intervention ou une anesthésie générale.
- Prurit aux morphiniques
- Rétention aiguë d'urine ;
- Syndrome post-ponction lombaire, céphalées ; proportionnel au nombre de ponctions, et au diamètre de l'aiguille ; favorisé par le jeune âge.

Et de façon plus exceptionnelle:
- Paralysie diaphragmatique en cas de rachianesthésie totale ;

- Lésions neurologique sur ponction d'une racine de la queue de cheval.
- Méningite septique/Abcès épidural
- Méningite aseptique/chimique
- Hématome péridural ou sous dural
- Réaction anaphylactique à l’un des produits utilisés y compris le désinfectant.
- Cardiomyopathie de Tako tsubo ;
- ponction médullaire avec lésions neurologiques séquellaires (si rachianesthésie trop haute au dessus du cône terminal)
- Aggravation d'une syringomyélie avec anomalie de Chiari.
- Syndrome de la queue de cheval ou lésion neurologique sur toxicité de l'anesthésique local
- Erreur d'administration/injection
- Escarre ou lésion neurologique par compression prolongée sur position vicieuse

## Contre-indications
Il existe certaines contre-indications à la rachianesthésie:
- Refus de la technique par le patient
- troubles de l'hémostase primaire/secondaire, innés ou acquis: certains types de malade de willebrand, thrombopénie sévère, thrombopathie, CIVD, traitement par anticoagulants (héparines, anticoagulants oraux directs, antivitamine K), double anti-agrégation plaquettaire... (risque d'hématome)
- Un sepsis non traité
- Une infection cutanée au point de ponction (risque de dissémination méningée)
- Certaines pathologies neurologiques : sclérose en plaques en poussée, syringomyélie avec Arnold Chiari, tumeur intracrânienne avec HTIC... (risque d'aggravation ou engagement)
- Une allergie vraie aux composants du mélange anesthésique
- Patient instable hémodynamiquement

Un tatouage, une sciatique en cours, une hernie discale et une scoliose ne sont pas des contre indications.

## Comparaison avec l'anesthésie générale
Il est régulièrement demandés aux anesthésistes par les patients quelle est la technique la moins risquée. La rachianesthésie et l'anesthésie générale possèdent des avantages et des risques différents qui doivent être expliqués, et la décision de la technique prise au cas par cas.
Par exemple la rachianesthésie n'expose pas au risque de bris dentaire ni au risque de pneumopathie d'inhalation, mais expose entre autres à des risques de séquelles neurologiques auxquelles l'anesthésie générale n'expose pas.
Lorsqu'elle est réalisée par un personnel qualifié et entrainé la rachianesthésie est une technique d'anesthésie fiable avec un niveau de risque faible.